# Цар на българите
Цар на българите, до 1945 година Царь на българитѣ, е титлата на български владетели през Първото, Второто и Третото българско царство.
Цар е производна форма на титлата цезар (кесар) в Древния Рим. Използва се, за да обозначи висшата власт на владетел, дадена от бога в българското и руското православие.
За списък на българските царе виж Български владетели.

## История
Пръв кан Тервел получава титлата „кесар“ от византийския император Юстиниан II Ринотмет в израз на благодарност за оказаната помощ при възстановяването му на императорския престол. Титлата е втора в империята и запазена за престолонаследника, с което формално почти приравнява българския владетел на византийския василевс и признава легитимността на българската държава. Няма информация кан Тервел да я е използвал за обозначаване властта си в България, а само като второстепенна титла при преговори с ромеите.
През 913 година княз Симеон I получава признание за титлата цар (василевс на българите) при обсадата на Константинопол, но 6 месеца по-късно Византия се отмята от признаването. През 920 година, използвайки слабостта на Византийската империя, Симеон обявява Роман Лакапин за узурпатор и себе си за „цар на българи и ромеи“. През 927 г. с договор титлата цар (цезар) е призната от Източната Римска империя (Византия) и на българския владетел цар Петър, син на Симеон Велики. Със създаване на автокефална българска църква статуквото е утвърдено и всички следващи владетели се титулуват „царе“.
В началото на 13 век цар Калоян води преговори с римския папа Инокентий III – обещава му да признае върховенството на светия престол над българската църква (дори е сключена уния между тях), при условие, че папата потвърди титлите на царя и патриарха. В кореспонденцията си с българския владетел обаче Инокентий до последно го титулува само крал (rex), което в средновековната йерархия стои по-ниско от цар (император).
На 22 септември 1908 година е обявена независимостта на България и обединената през 1885 година държава Княжество България е провъзгласена за Царство България. Съответно княз Фердинанд Сакскобургготски приема възстановената титла цар.